# Anna Blomberg-Gahan
Anna Blomberg-Gahan, z domu Zachar (ur. 25 kwietnia 1977 w Cieszynie) – polska wokalistka rockowa i dziennikarka muzyczna.
Od 1995 do 2001 związana była (jako wokalistka, a także autorka większości tekstów) z grupą Batalion d’Amour. Z tym zespołem wydała cztery płyty: Labirynt zdarzeń (1997, Morbid Noizz), Dotyk iluzji (1999, Metal Mind), 55 Minutes of Love (2000, Metal Mind), W teatrze snów (2001, Metal Mind).
W latach 2000–2004 wokalistka i klawiszowiec w zespole Dance on Glass, z którym wydała płytę Daydreaming (Metal Mind, 2002). Od 1998 stale współpracuje z czasopismem Metal Hammer. Mieszka w Wielkiej Brytanii.
Współpracowała z Simonem Rippin Fields of the Nephilim i Benem Christo The Sisters of Mercy.
Jest nową wokalistką zespołu Diavolopera.
Reaktywowała Dance on Glass w 2015 roku z muzykami z zespołu Opozycja.

## Dyskografia
Batalion d'Amour
- Labirynt zdarzeń (1998, Morbid Noizz Productions)[4]
- Dotyk iluzji (1999, Metal Mind Productions)[5]
- 55 Minutes of Love (2000, Metal Mind Productions)[6]
- W teatrze snów (2001, Metal Mind Productions)[7]

Dance on Glass
- Daydreaming (2002, Metal Mind Productions)[8]